# Мозров
Мозров (арм. Մոզրով) — село в Вайоцдзорской области Армении.

## География
Село расположено в юго-западной части марза, к югу от реки Арпы, на расстоянии 6 километров (по прямой) к юго-западу от города Ехегнадзор, административного центра области. Абсолютная высота — 200 метров над уровнем моря.
Климат
Климат характеризуется как умеренно холодный, влажный (Dfb в классификации климатов Кёппена). Среднегодовая температура воздуха составляет 8,5 °C. Средняя температура самого холодного месяца (января) составляет −4,4 °С, самого жаркого месяца (июля) — 20,6 °С. Расчётная многолетняя норма атмосферных осадков — 391 мм. Наибольшее количество осадков выпадает в мае (68 мм).

## Население
| Год переписи | Население          | Население          | Население          | Население            | Население            | Население            |
| Год переписи | Наличное население | Наличное население | Наличное население | Постоянное население | Постоянное население | Постоянное население |
| Год переписи | Всего              | Мужчины            | Женщины            | Всего                | Мужчины              | Женщины              |
| ------------ | ------------------ | ------------------ | ------------------ | -------------------- | -------------------- | -------------------- |
| 2001         | 90                 | 43                 | 47                 | 102                  | 43                   | 59                   |
| 2011         | 75                 | 36                 | 39                 | 88                   | 40                   | 48                   |

| Год  | Численность | Численность |
| ---- | ----------- | ----------- |
| 2001 | 102         | [ 8 ]       |
| 2011 | 88          | [ 9 ]       |